# Ухтанга (деревня)
Ухтанга — деревня в Тотемском районе Вологодской области.
Входит в состав Калининского сельского поселения, с точки зрения административно-территориального деления — в Усть-Печенгский сельсовет.
Расположена при впадении реки Ухтанга в Сухону. Расстояние до районного центра Тотьмы по автодороге — 58 км, до центра муниципального образования посёлка Царева  по прямой — 14 км. Ближайшие населённые пункты — Мыс, Любавчиха, Чуриловка.
По переписи 2002 года население — 7 человек.